# Ubaldo Lo Presti
Ubaldo Lo Presti (Naso, 28 settembre 1954) è un attore italiano.

## Biografia
Nel 2004 ha recitato nello spettacolo teatrale Disgusto Kronico.

## Filmografia

### Cinema
- Corleone, regia di Pasquale Squitieri (1978)
- La liceale al mare con l'amica di papà, regia di Marino Girolami (1980)
- Good Morning Babilonia, regia di Paolo e Vittorio Taviani (1987)
- Obbligo di giocare - Zugzwang, regia di Daniele Cesarano (1990)
- Il sole anche di notte, regia di Paolo e Vittorio Taviani (1990)
- Cena alle nove, regia di Paolo Breccia (1991)
- Atto di dolore, regia di Pasquale Squitieri (1991)
- 18000 giorni fa, regia di Gabriella Gabrielli (1993)
- Il consiglio d'Egitto, regia di Emidio Greco (2002)
- Un día de suerte, regia di Sandra Gugliotta (2002)
- Tutto in quella notte, regia di Massimo Spano (2002)
- Non sono io, regia di Gabriele Iacovone (2003)
- La masseria delle allodole, regia di Paolo e Vittorio Taviani (2007)

### Televisione
- Una lepre con la faccia di bambina, regia di Gianni Serra (1988)
- La scalata, regia di Vittorio Sindoni - miniserie TV (1993)
- Uno di noi, regia di Fabrizio Costa (6º episodio, 1996)
- Dove comincia il sole, regia di Rodolfo Roberti (1997)
- Ultimo, regia di Stefano Reali (1998)
- Lui e lei, regia di Luciano Manuzzi e Francesco Lodoli (1998-1999)
- Il conte di Montecristo, regia di Josée Dayan (1998)
- Il commissario Montalbano, regia di Alberto Sironi - episodi "Il ladro di merendine" e "La voce del violino" (1999)
- Don Matteo, regia di Enrico Oldoini - episodi "La strategia dello scorpione" e "In attesa di giudizio" (2000)
- Il commissario Montalbano, regia di Alberto Sironi - episodi "La forma dell'acqua" e "Il cane di terracotta" (2000)
- L'inganno, regia di Rossella Izzo (2003)
- Don Matteo 4, regia di Giulio Base - episodio "Mio padre è stato in carcere" (2004)
- Provaci ancora prof!, regia di Rossella Izzo, 1ª stagione (2005), 2ª stagione (2007), 3ª stagione (2008)
- Giovanni Falcone - L'uomo che sfidò Cosa Nostra, regia di Andrea Frazzi e Antonio Frazzi (2006)
- La contessa di Castiglione, regia di Josée Dayan (2006)
- L'inchiesta, regia di Giulio Base (2006)
- Il commissario De Luca, regia di Antonio Frazzi (2008)
- Al di là del lago, regia di Stefano Reali (2009-2011)
- Come un delfino, regia di Stefano Reali e Raoul Bova (2011, 2013)
- Il segreto dell'acqua, regia di Renato De Maria (2011)
- Squadra mobile, regia di Alexis Sweet - Serie TV, episodio: "Un amico nei guai" (2015)
- Il commissario Montalbano, regia di Alberto Sironi - Serie TV, episodio: "La piramide di fango" (2016)
- Squadra antimafia - Il ritorno del boss, regia di Samad Zarmandili - serie TV, episodio 7 (2016)
- Il commissario Montalbano, regia di Alberto Sironi - serie TV (2018)